# Njure

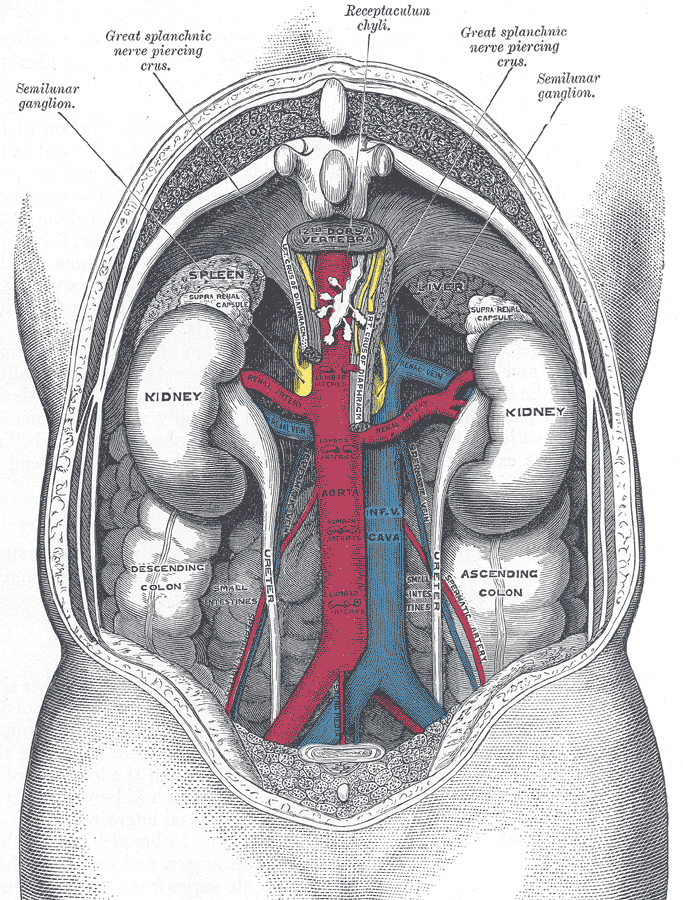
Njurarna på plats i kroppen med urinledare, sedda bakifrån. Ryggraden inte inritad i bilden, för att inte skymma.

Njurarna (latin renes, singular ren) är bönformade organ vilka hos människan mäter ungefär 6 gånger 12 centimeter, som ligger i par och delvis täckta av bukhinnan på var sin sida om ryggraden, nära dess mittpunkt. Hos en vuxen människa väger njurarna ca 160 gram vardera. Njurarna är centrala organ i osmoregleringen och utsöndringen, det organsystem som reglerar vätskebalansen och ser till att skadliga substanser och restprodukter såsom urea kan lämna kroppen via urinen. Njurarna är även viktiga för att reglera mängden elektrolyter i kroppen (både katjoner: natrium, kalium och kalcium samt anjoner: klorid och vätekarbonat). Rent strukturellt delas njuren in i märg (medulla renalis) och bark (cortex renalis).
Njurar har en svag ättikliknande lukt.

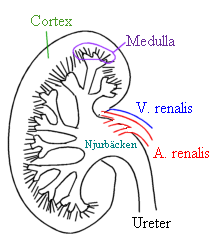
Schematisk skiss av en njure.

En njure består av ungefär en miljon filtreringsenheter kallade nefron. Nefronen är njurens funktionella enhet. I den bildas urin. Den färdiga urinen samlas först i njurbäckenet (pelvis renalis) och förs sedan till urinledaren (ureter), för att ledas vidare till urinblåsan för tillfällig förvaring. 
En vuxen människa producerar ungefär en och en halv liter urin per dygn. Denna mängd varierar dock beroende på omständigheterna. Ökat vätskeintag ökar i allmänhet urinmängden, medan ökad respiration och svettning kan minska den. En del läkemedel påverkar utsöndringen antingen direkt eller indirekt, såsom vätskedrivande medel (diuretika).

## Detaljanatomi

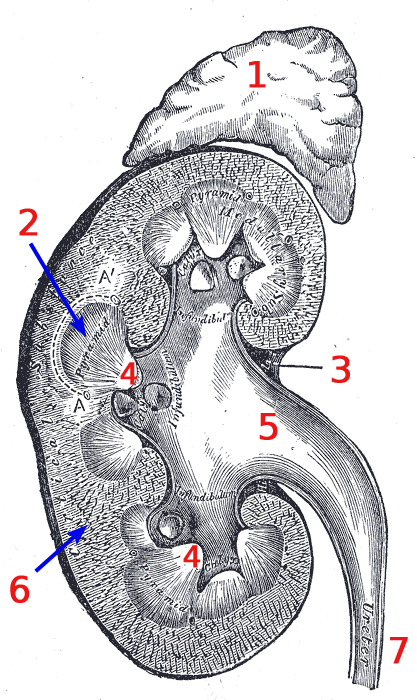
Njuren i genomskärning.
1. Binjure, ett endokrint organ placerat alldeles ovanför njuren. Binjuren har inget direkt samband med njurens funktion.
2. Pyramid (som består av njurmärg, medulla renalis)
3. Njurhilus (inbuktningen vid njurbäckenets utlopp till urinledaren)
4. Njurpapill
5. Njurbäcken
6. Njurbark (cortex renalis)
7. Urinledare

Glomerulus i njuren.

Njurens minsta funktionella enhet kallas nefron. Varje njure kan ha upp till 1 miljon nefroner. Antalet minskar med stigande ålder. Blodets väg genom nefronet kan beskrivas så här: 
Arteriellt blod kommer in i njuren via njurartären, Arteria renalis, som förgrenar sig, först i arteriae interlobares, därpå arteriae interlobulares och slutligen i arteriola glomerularis afferens, som ansluter till ett första nätverk som heter glomerulus, och ligger i en bowmans kapsel. Samtliga glomeruli ligger i njurbarken, "cortex renalis".
Vätskan som filtrerats ut ur glomeruli kallas för primärurin. Primärurinen liknar blodplasman men saknar plasmaproteiner. Primärurinen går från kapseln vidare i ett rörsystem, njurtubuli eller tubulussystemet. Glomerulus kapillärnätverk återgår till en enda gren, arteriola glomerularis efferens, som bildar ett andra kapillärnystan runt tubulussystemet för att under primärurinens väg genom systemet återabsorbera större delen av den vätska, elektrolyter och näringsämnen som filtrerats ut i glomerulus (detta sker genom ett sinnrikt system av koncentrationsgradienter). Därefter fortsätter blodet till en venol, och återvänder så småningom via njurvenen till hjärtat via den nedre hålvenen, vena cava inferior. Primärurinen, har nu koncentrerats under hela sin färd genom tubulussystemet och innehåller nästan bara avfallsprodukter. Distala tubuli övergår i ett samlingsrör (ductus Bellini) och alla samlingsrör från en pyramid går ihop i pyramidens spets, den så kallade "papillen". Därifrån rinner urinen ut i ett trattsystem som består av så kallade kalkar. Urinen rinner först genom de små kalkarna (calices minores), som går ihop i stora kalkar (calices majores), som slutligen går ihop till ett stort tjockt rör kallat njurbäckenet (pelvis renalis). Njurbäckenet smalnar av och övergår i urinledaren, ureter, då den passerar ut genom njurhilum/njurbäckenet. Urinledaren från var och en av njurarna vandrar sedan nedåt i buken, bakom bukhinnan (Peritoneum), och mynnar i urinblåsan (vesica urinaria).

## Njurens funktion
Huvudartiklar: Osmoreglering och utsöndring
Njuren kontrollerar framförallt vätske- och elektrolytbalansen, det vill säga balansen mellan olika slag av joner i kroppen såsom kalium, kalcium och natrium. Utöver detta har människans njure följande tre funktioner:
- Njuren tillverkar hormonet erytropoietin (EPO), som stimulerar produktionen av röda blodkroppar. Detta gör att kroppen kan ta upp mer syre och det är därför som det är gynnsamt, men otillåtet, för långdistansidrottare att dopa sig med detta hormon.
- Njuren omvandlar Vitamin D till dess aktiva form vilket är viktigt för kalciumbalansen i kroppen.
- Utsöndrar renin för reglering av blodtrycket. Renin produceras av de granulära cellerna i den juxtaglomerulära apparaten

Ungefär 20 % av hjärtats slagvolym passerar genom njuren för varje hjärtslag. Njurarnas kapacitet att rena blod är mer än dubbelt så hög än vad som egentligen krävs. Detta innebär att man kan leva länge med bara en njure utan att känna av några som helst biverkningar, och medfödd avsaknad av en njure upptäcks ofta inte.[källa behövs] Njurfunktionen avtar dock med åldern.
Njurens arbete styrs bland annat från hypofysen via hormonet ADH (antidiuretiskt hormon). ADH produceras av nervceller i hypothalamus som har trådar ner i hypofysen (pars nervosa) dit ADH transporteras ned och utsöndras. Högre halter av ADH stimulerar till upptag av vätska, och därmed en ökning av blodvolymen och en ökad koncentration av urinen. Detta sker genom att cellerna i njurtubuli som svar på ADH inkorporerar vattentransporterande kanaler, så kallade akvaporiner, i cellmembranet närmast lumen där urinen passerar. När man dricker alkohol hämmas hypofysens produktion av ADH, och volymen urin ökar.
Människans njurar kan inte utsöndra natriumklorid i en högre koncentration än 2,2 % i urinen. Dricker man t.ex. enbart havsvatten med en högre koncentration än så, stiger därför successivt salthalten i kroppen till livsfarliga nivåer.

## Renin-angiotensin-aldosteron-systemet
Renin-angiotensin-aldosteron-systemet (RAAS) är ett hormonsystem som reglerar blodtryck och vätskebalansen i kroppen. När blodtrycket är lågt så utsöndrar njurarna renin som i sin tur stimulerar produktionen av angiotensin från angiotensinogen. Angiotensin I spjälkas sedan i lungorna av enzymet angiotensin-converting enzyme, "ACE" (hämmas av ACE-hämmare) till angiotensin II. Angiotensin, framför allt angiotensin II, gör att blodkärlen kontraherar vilket leder till ökat blodtryck. Angiotensin stimulerar även sekretion av hormonet aldosteron från binjurebarken. Aldosteron gör att njurtubulis återupptag av natrium ökar. Genom osmos leder detta till ett ökat återupptag av vatten, vilket ökar den totala vätskevolymen i kroppen. Således ökar blodtrycket.
Om RAAS är för aktivt så blir blodtrycket för högt, men då kan man använda sig av en del olika läkemedel som kan hålla trycket under kontroll.

## Njursjukdomar
Njurarna kan drabbas av ett stort antal sjukdomar, vilkas symptom ofta har med urinen och vattenkastningen att göra. Se njursjukdomar för en lista med mer information. Njurpåverkan är en mindre nedsättning av njurens funktion. Kraftigare påverkan kallas njursvikt eller njurinsufficiens. Polyuri och proteinuri kan vara ett tecken på sjukdomar i njurarna.

## Njure som mat
Flera maträtter innehåller njure från exempelvis lamm, gris eller nöt, som engelska "Steak and Kidney pie", på svenska "kött- och njurpaj".